# Longeau-Percey
Longeau-Percey ist eine französische Gemeinde im Département Haute-Marne in der Region Grand Est. Sie gehört zum Arrondissement Langres und ist Teil des Kanton Villegusien-le-Lac. In der Gemeinde leben 695 Einwohner (Stand: 1. Januar 2022).

## Geografie
Longeau-Percey liegt etwa zwölf Kilometer südlich von Langres. Im Süden hat die Gemeinde einen großen Anteil am Stausee Réservoir de Vingeanne. Umgeben wird Longeau-Percey von den Nachbargemeinden Bourg im Norden, Cohons im Nordosten, Heuilley-Cotton im Osten, Villegusien-le-Lac im Süden, Verseilles-le-Haut im Westen sowie Brennes im Nordwesten.
In der Gemeinde zweigt die frühere Route nationale 67 von der früheren Route nationale 74 ab.

## Geschichte
Am 16. Dezember 1870 kam es im Deutsch-Französischen Krieg bei Longeau zu einem Gefecht, das zum Rückzug des französischen Heers führte.

## Bevölkerungsentwicklung
| Jahr                       | 1962 | 1968 | 1975 | 1982 | 1990 | 1999 | 2006 | 2019 |
| Einwohner                  | 268  | 318  | 536  | 549  | 638  | 669  | 695  | 722  |
| Quellen: Cassini und INSEE |      |      |      |      |      |      |      |      |

## Sehenswürdigkeiten
- Kirche Saint-Hilaire
- Kirche Notre-Dame-de-la-Nativité im Ortsteil Percey-le-Pautel
- Schloss Percey-le-Pautel

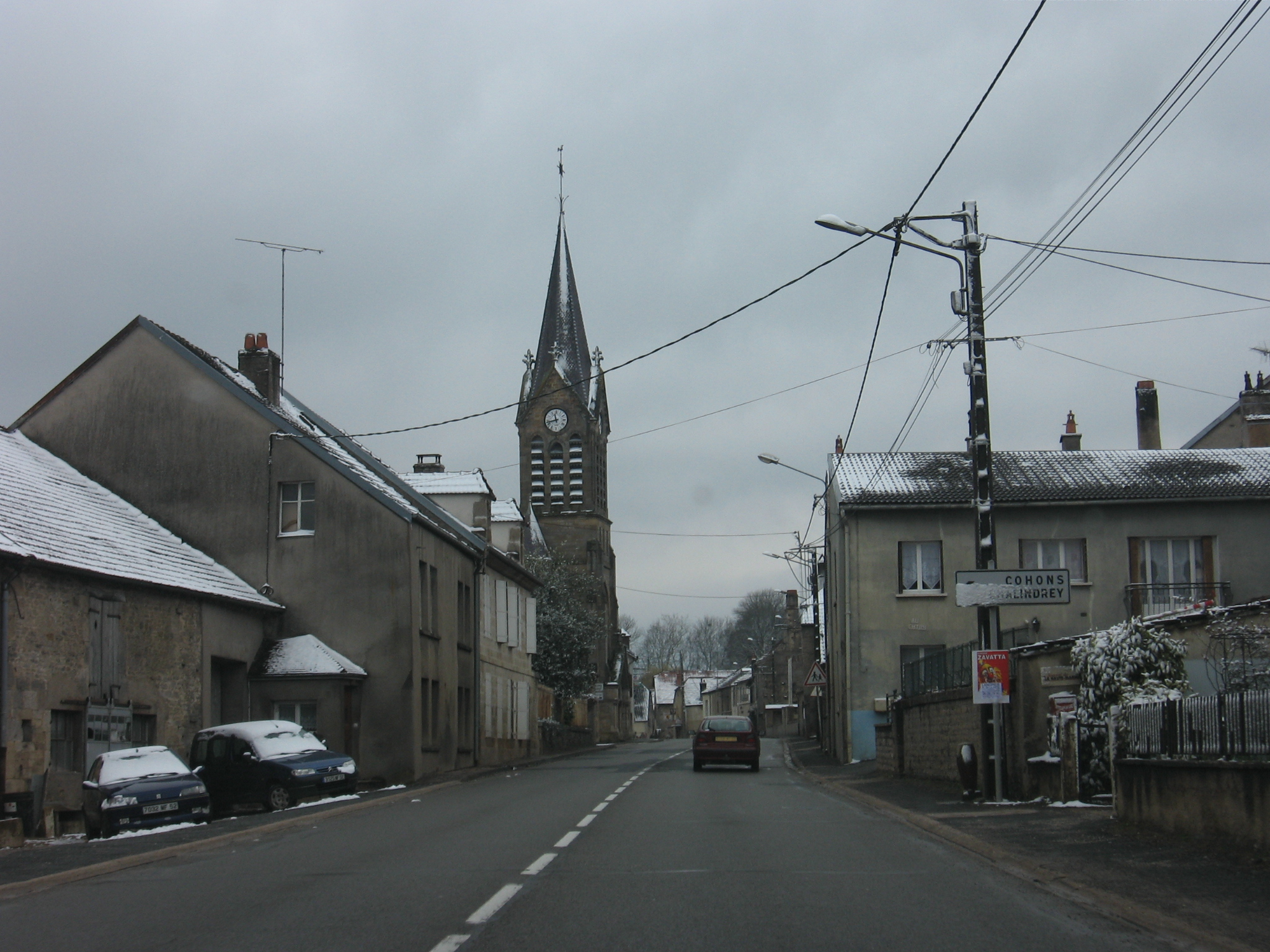
Blick auf das Ortszentrum mit der Kirche Saint-Hilaire
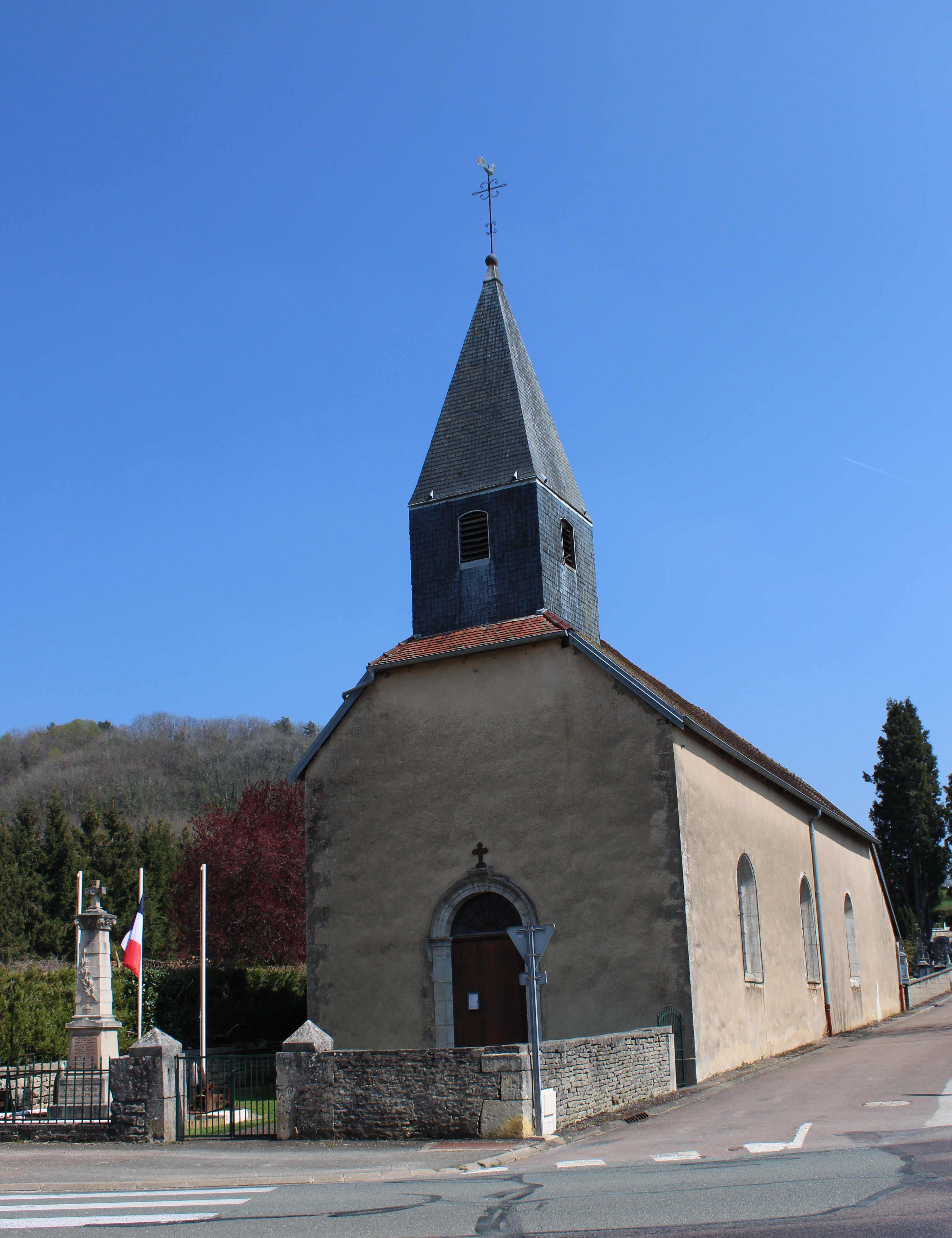
Kirche Notre-Dame-de-la-Nativité